# Megas archon
Le titre de megas archon (en grec : μέγας ἄρχων, « grand archonte ») est un titre byzantin de noblesse aux XIIIe siècle et XIVe siècle. 

## Histoire et fonctions
Le titre apparaît à l'origine en tant que traduction de titres étrangers, signifiant alors « grand prince ». Ainsi, au milieu du Xe siècle, l'empereur Constantin VII Porphyrogénète parle du chef hongrois Árpád comme du grand-prince de Hongrie (en grec : ὁ μέγας Τουρκίας ἄρχων). 
Le grand archonte devient un titre de cour sous l'empereur de Nicée Théodore II Lascaris, désignant alors le plus haut officier de la suite impériale. Toutefois, quand Pseudo-Kodinos écrit son Livre des Offices au milieu du XIVe siècle, ce n'est plus qu'une dignité honorifique dont la collation n'entraîne pas de fonctions spécifiques,,. Le grand archonte est classé à la 35e place dans la hiérarchie impériale, entre le protospathaire et le tatas tes aules,. Néanmoins, d'autres listes de titres impériaux, comme l'appendice de l' Hexabible, écrit par Constantin Harménopoulos et qui reflète l'état des dignités sous les règnes d'Andronic II Paléologue et d'Andronic III Paléologue, le placent à la 38e place. Le texte intitulé Xeropot. 191 le situe à la 34e place, tandis que la liste présente dans le manuscrit Paris. gr. 1783 du XVe siècle ne le mentionne pas. Pseudo-Kodinos décrit ainsi le costume cérémoniel porté par le grand archonte : un chapeau (skiadion) brodé d'or, un kabbadion (manteau) de soie et un skaranikon fait de soie jaune et dorée, décoré de fils d'or et d'images de l'empereur à l'avant et à l'arrière, respectivement sur le trône et à cheval,. 

## Détenteurs connus
| Nom                              | Dates               | Nommé par               | Notes | Références |
| -------------------------------- | ------------------- | ----------------------- | --- | ---------- |
| Constantin Margaritès            | ca. 1254–1258       | Théodore II Lascaris    | Premier détenteur de ce titre, créé pour lui par Théodore II. Avant cela, il a détenu les titres de tzaousios, megas tzaousios et archonte de l'allagion. | [ 2 ]      |
| Michel                           | ca. 1284            | Andronic II Paléologue  | Mentionné comme pansebastos, grand archonte d'Orient et képhale de Rhodes et des Cyclades. | [ 9 ]      |
| Ange Doukas Comnène Tarchaniotès | ca. 1295 – ca. 1332 | Andronic II Paléologue  | Général avant de devenir moine, il est connu au travers de deux oraisons funèbres composées pour lui par Manuel Philès. | [ 10 ]     |
| Maroulès                         | ca. 1303–1305       | Andronic II Paléologue  | Général, il est à la tête des troupes byzantines qui accompagnent la compagnie catalane dans sa campagne contre les Turcs en Asie Mineure, sous le commandement de Roger de Flor. Par la suite, il est promu au rang d’epi tou stratou. Après que les Catalans se sont retournés contre les Byzantins, il les combat en Thrace en 1306-1308. | [ 11 ]     |
| Alexis Raoul                     | ca. 1321            | Andronic II Paléologue  | Général, il correspond avec Michel Gabras et Manuel Philès. | ,          |
| Demetrios Ange                   | ca. 1332            | Andronic III Paléologue | Oikeios de l'empereur, il est attesté comme l'un des témoins du traité de paix signé avec la république de Venise en novembre 1332. | ,          |
| Jean Parasphondylos              | ca. 1342            | Jean V Paléologue       | Attesté comme l'un des témoins du renouvellement du traité de paix avec Venise en mars 1342. | ,          |
| Demetrios Doukas Kabasilas       | ca. 1369            | Jean V Paléologue       | Partisan de Jean VI Cantacuzène lors de la guerre civile byzantine de 1341-1347, c'est un propriétaire terrien en Chalcidique. Il détient le titre de megas papias et est mentionné comme grand archonte dans un acte de mars 1369 portant sur un titre de propriété.                                                                        | ,          |
| Kabasilas                        | ca. 1377            | Inconnu                 | Attesté comme grand archonte à Serrès, il pourrait être le fils de Démétrios Doukas Kabasilas. | [ 17 ]     |
| [Antonios] Mandromenos           | ca. 1383            | Inconnu                 | Attesté dans un seul manuscrit, il pourrait s'agir du grand archonte et moine Antonios Mandromenos ou au moine Antonios, domestique du grande archonte Mandromenos. | [ 18 ]     |